# 9008 Богштернберк
9008 Богштернберк (9008 Bohšternberk) — астероїд головного поясу, відкритий 27 січня 1984 року.
Тіссеранів параметр щодо Юпітера — 3,669.